# Amerigoniscus centralis
Amerigoniscus centralis là một loài chân đều trong họ Trichoniscidae. Loài này được Vandel miêu tả khoa học năm 1977.